# Альдгисл II
Альдгисл II (Адгильс II; нидерл. Aldgisl II, з.-фриз. Adgillis II; VIII век) — легендарный король Фризии первой половины VIII века.

## Биография
Альдгисл II известен только из трудов авторов Позднего Средневековья и Нового времени. Наиболее ранние сведения о нём содержатся в труде историка XV века Йоханна Лейденского. В следующем веке ещё больше свидетельств об этом фризском монархе привёл в своей «Фризской хронике» Эггерик Бенинга. Согласно этим авторам, правивший четырнадцать лет Альдгисл II был сыном и наследником короля фризов Радбода. Его правление историки датировали 723—737 годами. Во «Фризской хронике» утверждалось, что Альдгисл II в отличие от своего отца был христианином. Этот правитель описывался как миролюбивый властитель, живший в дружбе с королём франков Теодорихом IV. Альдгислу II приписывалось основание Хорна и Алкмара. Согласно преданиям, братом и соправителем Альдгисла II был Поппо, и вскоре после того, как тот погиб от рук франков, сам Альдгисл умер от горя. По данным Эггерика Бенинги, король был похоронен в Ставерене рядом со своим отцом. Новым правителем фризов стал его старший сын Гондебальд, долгое время живший при дворе франкских королей из династии Меровингов. Ещё один сын Альдгисла II, Радбод II, также был правителем фризов, а дочь Конивелла (в крещении Адель) — была супругой знатного фриза Абельрика и матерью утрехтских епископов Фредерика и Альберика II.
Более поздние фризские историки, опираясь на данные франкских анналов, стали относить правление Альдгисла II к 734—748 годам. Они считали, что Альдгисл унаследовал престол после гибели своего брата Поппо, павшего в сражении с войском майордома Карла Мартелла на реке Борн. Они уточняли, что крещение Альдгисла, вероятно, произошло не без влияния правителей Франкского государства, с которыми он жил в мире. Хотя Альдгисл предпринимал усилия для христианизации своих подданных, но большинство фризов до 770-х годов так и остались приверженцами традиционных языческих верований.
Хотя Эггерик Бенинга и другие фризские авторы Позднего Средневековья и Нового времени использовали в своих работах более ранние исторические источники, отсутствие упоминаний об Альдгисле II в средневековых анналах позволяет современным исследователям ставить под сомнение приводимые ими свидетельства как об этом короле, так и о некоторых других правителях Фрисландии VII—VIII веков.

## Комментарии
1. ↑  Иногда также упоминается как Альдгисл III, если Альдгислом II считают фризского короля Поппо[1].